# Mohamed Diamé
Mohamed Diamé, född 14 juni 1987, även känd som Momo Diamé, är en senegalesisk fotbollsspelare som spelar för Al-Ahli.
Diamé är född i Frankrike men representerar Senegals landslag.

## Karriär
Den 11 juli 2019 värvades Diamé av qatariska Al-Ahli, där han skrev på ett tvåårskontrakt.